# Starzec (Wzgórza Dębowe)
Starzec – wzgórze (345 m n.p.m.) w południowo-zachodniej Polsce, we Wzgórzach Dębowych, na Przedgórzu Sudeckim.

## Położenie
Starzec położony jest między wzgórzami Tylna Dębowa Kopa i Ostra Góra, od której oddzielony jest szosą Niemcza – Strzelin. U podnóży Starca leżą: Stasin, Piotrkówek i Strachów.

## Szlaki turystyczne
Strzelin – Szańcowa – Gościęcice Średnie – Skrzyżowanie pod Dębem – Gromnik – Dobroszów – Kalinka – Skrzyżowanie nad Zuzanką – Źródło Cyryla – Ziębice – Lipa – Rososznica – Stolec – Cierniowa Kopa – Kolonia Bobolice – Kobyla Głowa – Karczowice – Podlesie – Ostra Góra – Starzec – Tylna Dębowa Kopa – Przednia Dębowa Kopa – Księginice Wielkie – Sienice – Łagiewniki – Oleszna – Przełęcz Słupicka – Sulistrowiczki – Ślęża – Sobótka
 Jordanów Śląski – Glinica – Janówek – Sokolniki – Łagiewniki – Przystronie – Jasinek – Niemcza – Stasin – Starzec – Strachów – Żelowice